# Janina Fialkowska
Janina Fialkowska (ur. 7 maja 1951 w Montrealu) – kanadyjska muzyk i pianistka pochodzenia polskiego.  
Wykonuje interpretacje utworów z repertuaru klasycznego i romantycznego. Występuje od ponad trzydziestu lat, gra muzykę polskich kompozytorów, takich jak Witold Lutosławski czy Andrzej Panufnik. 

## Życiorys
Fialkowska urodziła się w Montrealu (prowincja Quebec, Kanada).  Od wieku czterech lat matka uczyła ją podstaw gry na fortepianie. W 1960 roku rozpoczęła naukę w École Vincent-d'Indy w Montrealu. W wieku 12 lat zadebiutowała jako solistka z Montreal Symphony Orchestra i rozpoczęła naukę u Yvonne Hubert. Następnie kontynuowała naukę w montrealskiej szkole dla dziewcząt The Study, którą ukończyła w 1967 roku. Mając 17 lat uzyskała maturę (Baccalauréat) i tytuł magistra (Maitrisse) na Uniwersytecie Montrealskim. W tym okresie studiowała również w Paryżu u Yvonne Lefébure. W 1969 roku otrzymała pierwszą nagrodę w krajowym konkursie radiowym CBC dla młodych wykonawców w Kanadzie i wyjechała, jako stypendystka rządu kanadyjskiego, do Nowego Jorku na prywatne studia u Saszy Gorodnickiego w Juilliard School. W latach 1979–1984 była jego asystentką. 
W 1974 Fialkowska wzięła udział w I Międzynarodowym Konkursie Pianistycznym im. Artura Rubinsteina w Tel Awiwie. W czasie przesłuchań konkursowych doszło do kuriozalnej sytuacji. Jeden z sędziów dał jej ocenę zero, aby pomóc swoim faworytom awansować do finałów. Artur Rubinstein, jeden z członków jury, wówczas 87-latek, był pod wrażeniem jej gry. Kiedy dowiedział się o tym, jak  oceniono występ artystki, zagroził wycofaniem się z jury, jeśli Fialkowska nie awansuje dalej. Ostatecznie Fialkowska zdobyła III nagrodę tego konkursu. Rubinstein został jej promotorem i mentorem, ułatwił jej międzynarodową karierę z mianem „urodzonej interpretatorki muzyki chopinowskiej”. 

## Kariera
Janina Fialkowska koncertowała w Europie, Stanach Zjednoczonych, Kanadzie i na Dalekim Wschodzie. W Europie Fialkowska wystąpiła między innymi wraz z Koninklijk Concertgebouworkest, orkiestrą symfoniczną The Hallé, Royal Philharmonic Orchestra, BBC Symphony Orchestra, czy Orkiestrą Symfoniczną Filharmonii Narodowej w Warszawie. W Ameryce Północnej występowała m.in. z Chicago Symphony, Cleveland Orchestra i Orkiestrą Filadelfijską.  
Zagrała autorską interpretację 12 etiud transcendentalnych Ferenca Liszta. W 1990 roku została pierwszą na świecie osobą, która wykonała III koncert autorstwa tego węgierskiego muzyka. 
Dwa lata później wykonała premierowy koncert fortepianowy Andrzeja Panufnika. W tym samym roku Canadian Broadcasting Corporation wyprodukowała dokument telewizyjny o jej życiu i karierze, zatytułowany Świat Janiny Fialkowskiej, który był emitowany w całej Kanadzie i został nagrodzony specjalną nagrodą jury na Międzynarodowym Festiwalu Filmowym w San Francisco. 
W 2002 wykryto u niej nowotwór w lewym ramieniu. Po usunięciu go poddała się zabiegowi chirurgicznemu zrekonstruowania tego ramienia. Podczas rekonwalescencji wykonała prawą ręką utwory napisane na lewą rękę przez Maurice'a Ravela (Koncert fortepianowy D-dur) i Siergieja Prokofjewa (IV Koncert fortepianowy B-dur). Zarówno publiczność, jak i krytycy chwalili jej odwagę i wysoki poziom tych występów. 
W 2004 Fialkowska powróciła na scenę mając już sprawne obie ręce. Wykonała wtedy między innymi IV Koncert fortepianowy Beethovena w Toronto. 
Fialkowska otrzymała także pochwałę za interpretacje dzieł Chopina i Liszta. 

## Życie prywatne
Jest córką Bridget Todd i Jerzego Fialkowskiego, inżyniera i oficera polskiej armii, który wyemigrował do Kanady w 1945 roku. Jej matka studiowała w klasie fortepianu u Alfreda Cortota w École Normale de Musique de Paris.  
Fialkowska jest wnuczką Johna Todda, pierwszego kanadyjskiego profesora parazytologii i prawnuczką Edwarda Cloustona, prezesa Canadian Bankers Association. Jest kuzynką byłego kanadyjskiego ministra Davida Andersona oraz aktora Christophera Plummera. 
Janina Fialkowska jest żoną niemieckiego menedżera muzycznego Harry'ego Oesterle, mieszkają w Bawarii.

## Nagrody i wyróżnienia
- Pierwsza nagroda w konkursie radia CBC dla młodych wykonawców, 1969[1]
- Trzecie miejsce na I Międzynarodowym Konkursie Pianistycznym im. Artura Rubinsteina w Izraelu, 1974[13]
- Oficer Orderu Kanady[14]
- Doktor honoris causa Uniwersytetu Acadia w dziedzinie muzyki, 2006[15]
- Paul de Hueck i Norman Walford Career Achievement Award, 2007[16]
- Nagroda Governor General's Performing Arts Award za całokształt twórczości artystycznej, 2012[17]